# N-ميثيل تيرامين
N-ميثيل تيرامين (4-هيدروكسي N-ميثيل فينيثيلامين) هو مركب كيميائي عضوي طبيعي، يوجد في جسم الإنسان، وهو يصنف ضمن مجموعة الأمينات النزرة.
يعد المركب مشتقاً من مركب التيرامين حيث توجد فيه مجموعة ميثيل على ذرة النتروجين؛ وهو يتشكل طبيعياً من مثيلة ذرة النتروجين في التيرامين؛ وذلك بفضل الإنزيم ناقلة N-ميثيل فينيل إيثانولامين (PNMT) عند البشر؛ وناقلة ميثيل-N تيرامين عند النباتات.
ينتمي المركب إلى مجموعة مركبات الفينيثيلامينات، وهي من أشباه القلويات المتوفرة طبيعياً في عدد من النباتات.